# Лосада, Альберто
Альберто Лосада Альгуасиль (исп. Alberto Losada Alguacil; род. 28 февраля 1982 в Барселоне, Испания) — испанский профессиональный шоссейный велогонщик.

## Статистика выступлений наГранд Турах
| Гранд Тур | 2007 | 2008 | 2009 | 2010 | 2011 | 2012 | 2013 | 2014 |
| --------- | ---- | ---- | ---- | ---- | ---- | ---- | ---- | ---- |
| Джиро     | 60   | –    | –    | 53   | 55   | 54   | –    | 36   |
| Тур       | –    | –    | –    | –    | –    | –    | 109  | –    |
| Вуэльта   | –    | 24   | –    | –    | 46   | 37   | сход | 42   |